# Сергеевка (Кантемировский район)
Сергеевка — хутор в Кантемировском районе Воронежской области России.
Входит в состав Осиковского сельского поселения.

## География
Расположен недалеко от границы с Ростовской областью.
Недалеко от Сергеевки, уже на территории Ростовской области, на новой железнодорожной ветке «Журавка-Миллерово» в обход Украины, расположена одноимённая техническая железнодорожная станция, запущенная вместе с открытием линии 11 декабря 2017 года.

### Улицы
- ул. Садовая.